# Kode
Kode is een plaats in de gemeente Kungälv in het landschap Bohuslän en de provincie Västra Götalands län in Zweden. De plaats heeft 1205 inwoners (2005) en een oppervlakte van 73 hectare. De plaats wordt omringd door zowel landbouwgrond als bos.

## Verkeer en vervoer
Bij de plaats loopt de Europese weg 6.
De plaats heeft een station aan de spoorlijn Göteborg - Skee.